# Маафи, Ламьед
Ламьед Маафи (фр. Lamjed Maafi; род. 19 марта 2001) — тунисский борец греко-римского стиля, чемпион Африки, участник Олимпийских игр.

## Карьера
В апреле 2021 года в тунисском Хаммамете на африканском и океанском олимпийский отборочный турнире к Олимпийским играм в Токио завоевал лицензию. В августе 2021 года на Олимпиаде в схватке на стадии 1/8 финала уступил киргизу Акжолу Махмудову (0:11), но так как Махмудов вышел в финал, получил право через утешительные схватки побороться за бронзовую медаль, однако на поединок против японца Сёхэя Ябику не вышел и занял итоговое 13 место.

## Достижения
- Чемпионат Африки по борьбе 2020 — ;
- Олимпийские игры 2020 — 13;
- Чемпионат Африки по борьбе 2022 — ;